# Европейский маршрут E32
Европейский маршрут Е32 — европейский автомобильный маршрут категории А в Великобритании, соединяющий города Колчестер и Харвич. Длина маршрута — 31 км. Это один из самых коротких европейских автомобильных маршрутов.
Е32 связан с маршрутом E30.